# Leo Bosschart
Leonard Francois Gerard "Leo" Bosschart, född 24 augusti 1888 i Banda Aceh, död 9 maj 1951 i Hoboken, var en nederländsk fotbollsspelare.
Bosschart blev olympisk bronsmedaljör i fotboll vid sommarspelen 1920 i Antwerpen.